# Tanzania en los Juegos Paralímpicos de Río de Janeiro 2016
Tanzania estuvo representada en los Juegos Paralímpicos de Río de Janeiro 2016 por un deportista masculino. El equipo paralímpico tanzano no obtuvo ninguna medalla en estos Juegos.